# Way Haru
Way Haru is een bestuurslaag in het regentschap Lampung Barat van de provincie Lampung, Indonesië. Way Haru telt 3143 inwoners (volkstelling 2010).